# Tweek vs. Craig
A Tweek vs. Craig (Tweek vs. Craig) a South Park című animációs sorozat 35. része (a 3. évad 4. epizódja). Elsőként 1999. június 23-án sugározták az Egyesült Államokban. Magyarországon először az HBO vetítette 2001. szeptember 22-én.
A történet szerint a főszereplő gyerekek egymásnak ugrasztják Tweeket és Craig-et, miközben az iskolai barkácstanárnak, Mr. Adlernek szembe kell néznie a múltjával. A rész érdekessége, hogy valós filmfelvételeket tartalmaz, többször megjelenik ugyanis Mr. Adler menyasszonya, akit a sorozat egyik producere és társírója, Pam Brady alakít. Ez volt az utolsó lesugárzott South Park-rész, mielőtt a mozikba került volna a South Park – Nagyobb, hosszabb és vágatlan című egész estés mozifilm.

## Cselekmény
|  | Alább a cselekmény részletei következnek! |

A South Park-i fiúk barkácsórán ülnek, ahol a tanár, Mr. Adler a foglalkozás lényegéről beszél nekik és figyelmeztet mindenkit, hogy az órákon „ne buzgálkodjanak”, hogy a baleseteket elkerüljék. Ezután megkérdezi a gyerekeket, ki a legnagyobb bajkeverő a csoportban; Stan Marsh és Kyle Broflovski azt állítja, hogy Tweek, Eric Cartman szerint viszont Craig az. Eközben az összes lány (és Kenny McCormick, aki retteg a barkácsóra veszélyeitől) háztartástanórán van, ahol a tanár arról mesél nekik, hogyan találjanak egy gazdag férjet, aki majd eltartja őket. Stan, Kyle és Cartman fogadást akar kötni, így Tweeknek és Craignek is azt mondják, hogy a másik fél sértő dolgokat mondott róla a háta mögött és ezért tanítás után meg kell verekedniük; ebbe mindketten bele is egyeznek. Mr. Adler elővesz egy fényképet a fiókból és fantáziálni kezd a képen látható nőről, aki a szerelme volt, de egy balesetben meghalt (Mr. Adler képzelgései valódi filmfelvételek). A fiúk az udvaron várják a küzdő feleket és tíz dollárra emelik a tétet, Craig azonban már korábban hazament, hogy megnézze a Knight Rider című sorozatot. Végül Stan és Kyle elhiteti Tweekkel, hogy az ellenfele ott volt az udvaron és gyávának nevezte őt, míg Cartman és Kenny különféle hazugságokkal Craiget veszi rá a verekedésre.
Mr. Adler a háztartástant tanító Pearl-lel találkozgat, de nem hívja be a lakásába és mentegetőzni kezd – ezután újra a menyasszonyáról kezd fantáziálni, akiről kiderül, hogy pilóta volt, de repülőgépével az óceánba zuhant és megfulladt. Az étkezőben Stanék sajtókonferenciát tartanak, de aztán Cartman és Kyle összeverekszik, amihez hamarosan Stan és Kenny is csatlakozik. Tanítás után elkezdődik a küzdelem a két rivális között, de hamar nyilvánvalóvá válik, hogy sem Tweek, sem Craig nem tud verekedni. Ezért az összecsapást elhalasztják, Tweek pedig Jimbo és Ned segítségével bokszolni tanul, míg Craig Cartmannel a szumó alapjait sajátítja el egy harcművészeti központban.
Kennyt legnagyobb rémületére a háztartástantanár átküldi a barkácsórára, miközben az összes lány a nemsokára kezdődő verekedésre siet. Mr. Adler ezalatt búcsúlevelet ír, mely szerint nem képes így tovább élni, majd ráfekszik egy mozgó körfűrész lapjára és így várja a halált. Tweek és Craig a verekedés hevében hirtelen berepül az ablakon és Kennyt véletlenül belelökik egy doboz rozsdás szögbe. Mr. Adler felemeli Kenny testét, de ekkor a menyasszonya (majd a nagymamája és a bácsikája is) beszélni kezd hozzá Kenny csuklyáján keresztül és arra biztatja a férfit, hogy lépjen tovább. A gyerekek meglátogatják a kórházban fekvő Tweeket és Craiget, majd bevallják nekik a fogadást és bocsánatot kérnek tőlük. Ezután viszont hazugságokkal újra egymásnak ugrasztják egymást és ismét kitör a verekedés.